# Carl-Fredrik Beckman
Carl-Fredrik Beckman, född 24 oktober 1862 i Klara församling i Stockholm, död 6 april 1930 i Lund, var en svensk lantbrukare och riksdagsman (högern). 
Beckman var ledamot av riksdagens första kammare från 1911, invald i Malmöhus läns valkrets.